# Buonarroti (metropolitana di Milano)
Buonarroti è una stazione della linea M1 della metropolitana di Milano.

## Storia
La stazione, che prende il nome dall'omonima piazza, fu costruita come parte della prima tratta, da Sesto Marelli a Lotto, della linea M1 della Metropolitana di Milano, entrata in servizio il 1º novembre 1964.

## Strutture e impianti
La stazione possiede una struttura comune a quasi tutte le altre stazioni della linea: si tratta di una stazione sotterranea a due binari, uno per ogni senso di marcia, serviti da due banchine laterali; superiormente si trova un mezzanino, contenente i tornelli d'accesso e il gabbiotto dell'agente di stazione.
La stazione dispose di un interscambio con la rete tranviaria, nei primi anni dopo la sua costruzione: questo interscambio fu eliminato il 9 marzo 1970 a causa della dismissione della direttrice tranviaria per Piazzale Lotto.
Dista 502 metri dalla stazione di Amendola e 543 metri da quella di Pagano.

## Servizi
La stazione dispone di:
- Scale mobili
- Emettitrice automatica biglietti
- Stazione video sorvegliata